# 81-й отдельный танковый батальон

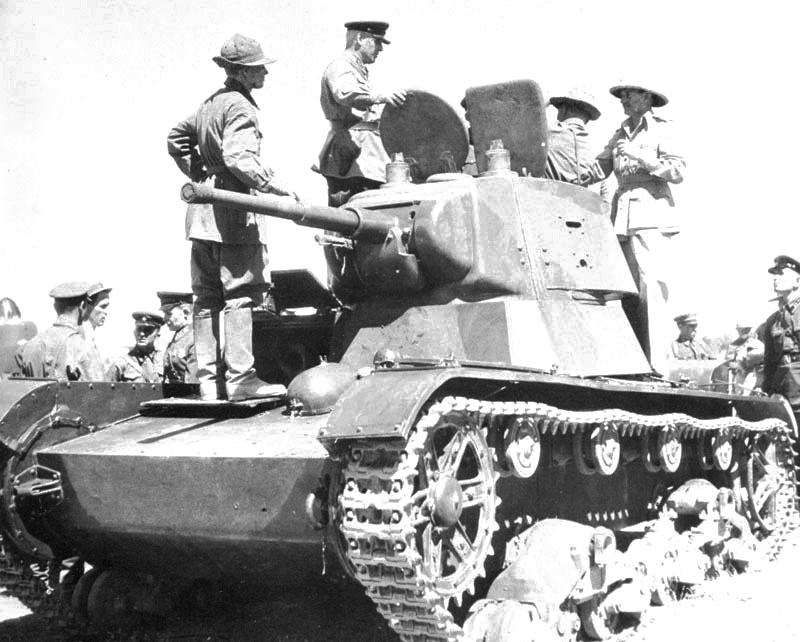
Советский Т-26 образца 1939 года, принадлежащий войскам Закавказского фронта в Иране. Из этих машин позднее формировалась материальная часть 81-го отдельного танкового батальона

81-й отдельный танковый батальон, 81-й отб - бронетанковая часть РККА СССР в начале Великой Отечественной войны. Действовал в ходе обороны Севастополя в составе Приморской армии. Второе формирование в 1960-70-х годах составе Группы советских войск в Германии.

## 1-е формирование, организация и транспортировка

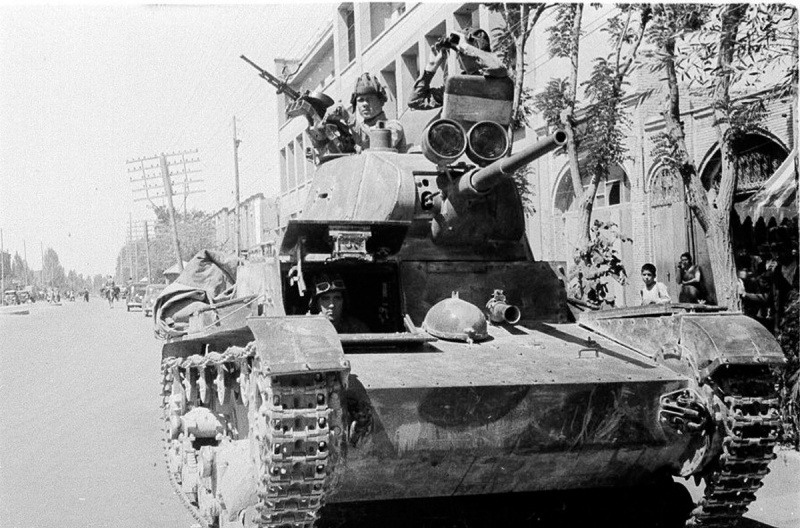
27-е или 28-е августа 1941 год. Танковая рота из состава 6-й советской танковой дивизии на улице Тебриза.

Был сформирован в сентябре 1941 года в 56-й армии за счет высвободившейся техники и личного состава переведённой на облегченный штат 6-й танковой дивизии. По другим данным, это бывший разведывательный батальон (рота) 400-й стрелковой дивизии пополненный танковой техникой до штата отдельного. 22 декабря 1941 года погрузился на транспорт «Жан Жорес», который вышел из Новороссийска в Севастополь в охранении эсминца «Бойкий». На его борту находился 81-й отдельный танковый батальон в составе 180 человек и 26 танков Т-26.

## Участие в боевых действиях
Через 3 дня после прибытия батальон занял позицию на кордоне Мекензия № 1.
25 декабря 1941 года в конце дня 8-я бригада морской пехоты с приданной танковой ротой 81-го ОТБ и 1165-й стрелковый полк 345-я стрелковая дивизия перешли на своем участке в контратаку. Танки, оторвавшись от своих частей, ворвались в расположение врага. Танкисты действовали бесстрашно. Когда был убит командир одного из танков, а сам танк поврежден, но мог двигаться, его заменил тяжелораненый (четыре осколка в спине) механик-водитель И. А. Устинов и снова повел танк в атаку. Машина получила ещё одну пробоину, был убит башенный стрелок. Но И. А. Устинов продолжал драться, подавлять огневые точки противника, пока не получил сигнала о возвращении на пункт сбора. Он привел туда танк и потерял сознание. Танка командира лейтенанта Рогодченко, механик-водитель Резников «сокрушил ДЗОТ, миномет, разбил на огневой позиции противотанковое орудие». Также, «в полуобморочном состоянии вытащили краснофлотцы морской бригады из другого танка механика-водителя Шевченко. У него была раздроблена нога. Но до сигнала танк из боя не вышел».
В это время начался второй штурм Севастополя. На Мекензиевы горы наступала немецкая 132-я пехотная дивизия, пехота которой была усилена самоходками StuG-III. В подробных мемуарах Г. Бидермана, на тот момент ефрейтора 14-й роты 437-го пехотного полка, командира 37-мм противотанкового орудия, описана подробно контратака танков батальона 29 декабря 1941 года в районе станции Мекензиевы горы:
«Мы бросились к своей противотанковой пушке, находившейся в двадцати шагах от того места, где железная дорога пересекала грунтовую… …Мимо промчался батальонный посыльный, отчаянно выкрикивая: „Танк! Танк!“ Высунувшись из-за стального щита, защищавшего орудийный расчет, я заметил темный контур башни, медленно продвигавшейся между домами. Прижав правый глаз к резиновому кольцу оптики, я старался не выпускать из виду тяжелую машину, частично спрятавшуюся в боковой улице. С колотящимся сердцем я быстро повернул ствол туда, где в последний раз видел вражеский танк. Дистанция — 150 метров!… „Танк справа!“ Снова мы развернули ПТО и за горящими останками первого танка разглядели смутный силуэт третьего. Массивная машина, прорываясь сквозь дым, с грохотом двигалась на нас, а за ней бежали несколько русских пехотинцев с винтовками наперевес, громко крича „Ура!“. Они быстро заняли самую дальнюю цепочку домов в Мекензиевых Горах. После попадания снаряда в корпус танка, где была толстая броня, он плавно остановился, а башня стала медленно поворачиваться в нашем направлении. Мы послали в танк ещё один бронебойный снаряд, и его немедленно охватило пламя.» За этот бой, где расчёт подбил три танка, все артиллеристы расчёта получили Железный крест 2-го класса, а Г. Бидерман днём позднее 1-го класса. Как видно, что условия местности в Севастополе крайне не подходили для использования танков, но советское командование было в критическом положении.
К 31 декабря 1941 года 81-й отб «сыгравший огромную роль в стабилизации положения на северо-восточном направлении обороны, имел в строю лишь 50 % танков». Батальон вынужденно был распределен между различными частями поротно, что повышало потери техники в боях. Потери понес и личный состав батальона. Однако батальон и доставленные в это же время в Севастополь 79-я морская стрелковая бригада и 345-я стрелковая дивизия 1-го формирования «сыграли решающую роль в преодолении кризиса, возникшего на участке четвёртого сектора» и общем отражении второго штурма.
После неудачных локальных наступлений в январе 1942 года погибло много техники. После этого сводный автобронетанковый батальон Приморской армии был слит с 81-м отдельным танковым батальоном.
По состоянию на 2 февраля 1942 года в батальоне числилось: личный состав — 287 человек, автомашин легковых — 1, грузовых — 15, спецмашин — 6, танков средних Т-34 — 1, легких БТ — 1, Т-26 — 10, химических (огнеметных) танков — 4, плавающих Т-37, Т-38 — 8.
7 апреля 1942 года из состава понёсшей большие потери 40-й кавалерийской дивизии в 81-й ОТБ «была передана бронерота в составе 7 танков и 7 бронемашин».
По состоянию на 1 июля 1942 года в батальоне числилось: личный состав — 218 человек, автомашин легковых 1, грузовых 11, спецмашин 9, танков средних Т-34 — 1, легких — 10, малых — 13 шт.   Сформирован при нем из свободного личного состава танкистов один взвод автоматчиков — 40 человек, и один взвод противотанковых ружей — 12 ружей. Для большей маневренности оба взвода были посажены на тягачи Т-20 «Комсомолец». Батальон имел задачу уничтожать возможный воздушный и морской десанты.
На 10 мая 1942 года 81-й ОТБ был расположен в хуторе Голиково в ближнем тылу. До 29 июня 1942 года батальон в полном составе находился в резерве. В ходе развития третьего, решающего немецкого штурма Севастополя одна рота батальона была введена в бой 30 июня 1942 года. Основной состав батальона — 1 Т-34, 5 Т-26 и 9 танкеток — двигаясь от места базирования на хутор Голикова, в районе современного хутора Пятницкого принял бой у хутора Молочный. В результате встречного танкового боя с самоходными артиллерийскими частями противника, двигавшимися в наступающих порядках немецкой 170-й пехотной дивизией батальон был разбит. 2 июля 1941 года в ходе дальнейшего наступления немецко-румынских войск в районе Казачьей бухты батальон потерял в бою последние 4 машины. Выживший личный состав (4 офицера, 5 солдат и сержантов) во главе с командиром батальона был ночью эвакуирован в город Новороссийск.
За эти бои Приказом 090 от 24.06.1942 года по Приморской армии танкисты 81-го и 125-го батальонов были награждены 6 орденами Красного знамени, 13 орденами Красной звезды, 7 медалями За отвагу.
В составе Действующей Армии 81-й отб в период с 21.11.1941 по 29.07.1942.

## Подчинение
- на 01.10.1941 56-я армия
- на 01.12.1941 отдельная Приморская армия
- на 01.01.1942 Приморская армия Кавказского фронта
- 01.02.1942 Приморская армия Крымского фронта
- на 01.04.1942 Приморская армия Крымского фронта
- на 01.05.1942 отдельная Приморская армия
- на 01.06.1942 Приморская армия Северокавказского фронта
- на 01.07.1942 Приморская армия Северокавказского фронта[2]

## Командиры
- Типеев Михаил Иванович, капитан, 27.02.1942 погиб в бою
- Юдин Николай Иванович, майор на 07.1942 бывший командир сводного танкового батальона Приморской армии[8].

Старшие адъютанты батальона (Начальники штаба)
- Герасимов Александр Фёдорович, ст. политрук на 07.42
- Столбов Григорий Васильевич, капитан, 10.08.1942 умер от ран

Заместитель командира батальона
- Волков Михаил Иванович, капитан 10.11.1941-03.05.1942 пропал без вести[2].

## 2-е формирование
81-й отдельный танковый батальон, в/ч 24308, находился в составе ГСВГ в городе Кведлинбург гарнизон Квармбек. Техника — танки Т-55. На его основе, а также 9-го и 52-го отб в 1976 был сформирован 115-й отдельный танковый полк.